# びわ湖バレイ

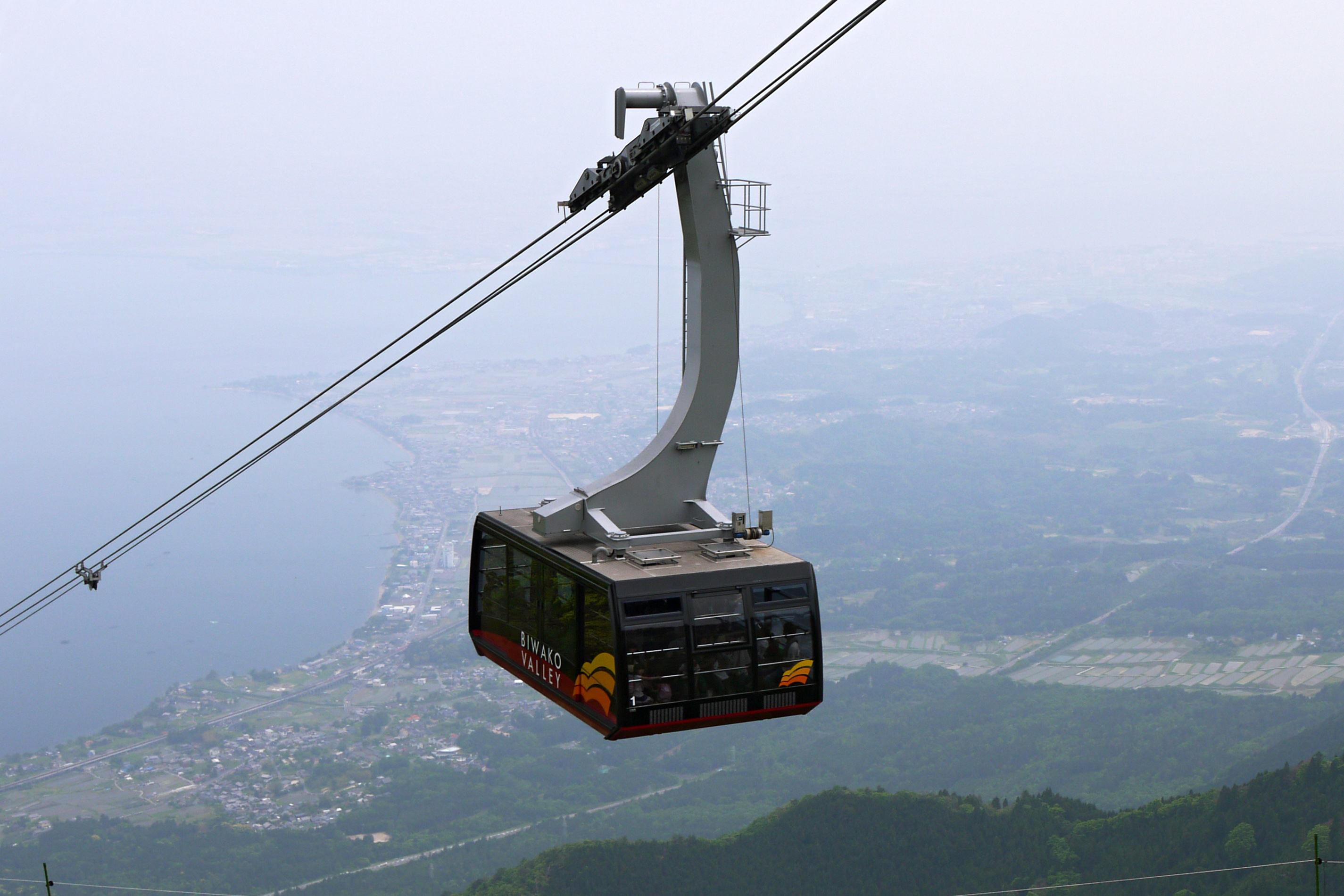
日本最速のロープウェイ

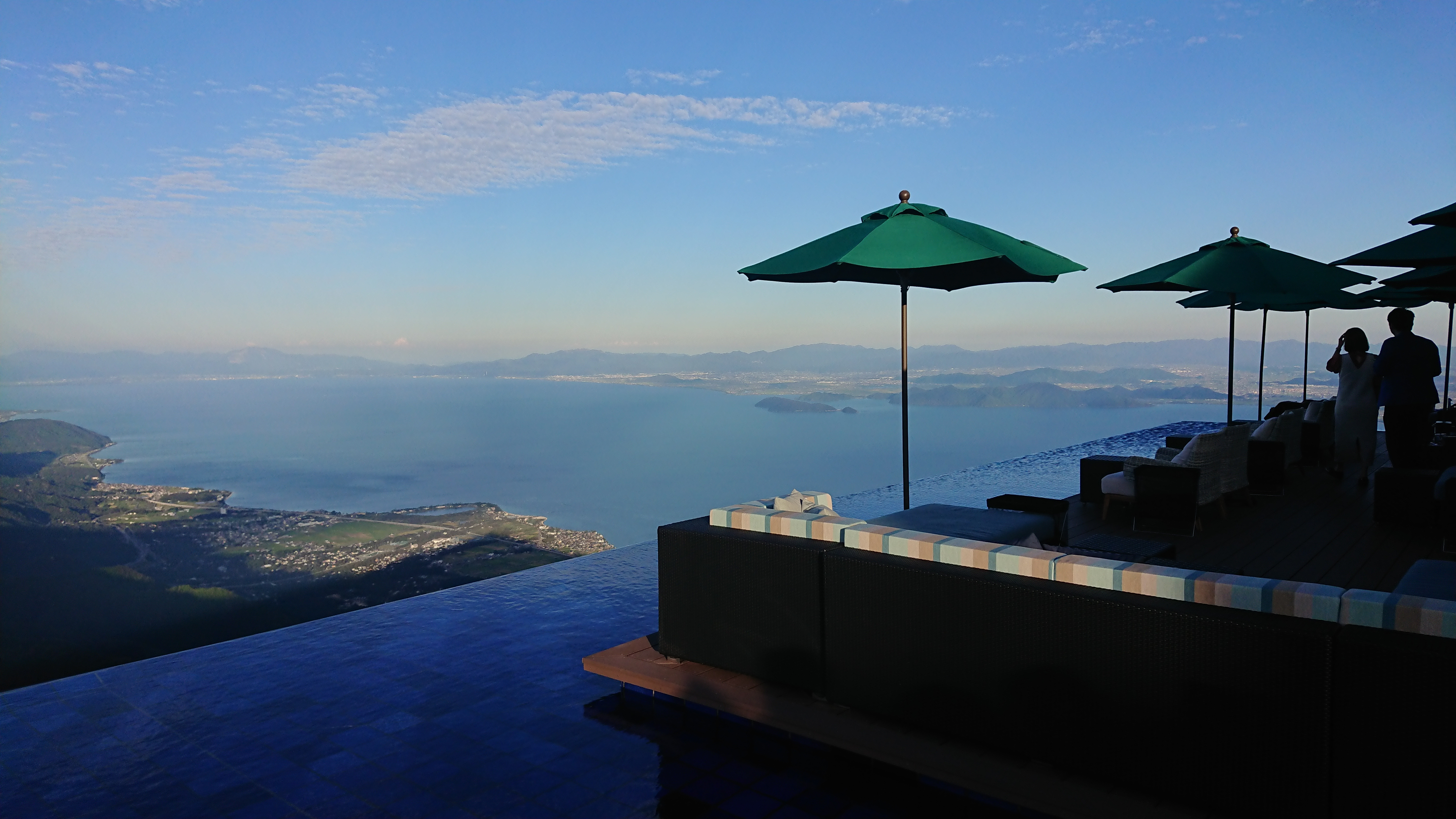
びわ湖テラス

びわ湖バレイ（びわこバレイ）は、滋賀県大津市木戸にあるスキー場。施設名と同じ「びわ湖バレイ株式会社」が運営していたが、2020年（令和2年）7月1日に大生総業を吸収合併し商号を「アルピナBI株式会社」に変更。現在は同社のびわ湖バレイ事業部が運営している。

## 概要
六甲山人工スキー場を除くと京阪神地区から最も近いスキー場で、琵琶湖西岸にそびえる比良山地に所在し、京都府京都市山科から車で20分ほどの距離にある都市近郊型スキー場である。ゲレンデから琵琶湖を望め、頂上付近では琵琶湖の大半を見渡すことができる。蓬莱山頂からは京都市街地を含む京都盆地も遠望できる。
スキー場は比良山地の尾根にあるため、山麓の駐車場からはロープウェイに乗って上がる。ロープウェイ降り場からリフトに乗らずに緩斜面を滑降できるので、スキー初体験の人に教え易いスキー場でもある。打見山から蓬莱山にかけての幅広い稜線上にゲレンデがあり、そこから数本のコースが西側の尾根や谷を下っている。ホーライゲレンデ以外はコース幅がやや狭いが、都市近郊スキー場としては十分な規模・難度を有しており、初・中級者に好まれる、休日には打見ゲレンデは初心者が多いため非常に混雑する。また近年の積雪不足によって、コースが制限されることも多い。一方、ホーライゲレンデは、ゲレンデの広さに比してリフトの輸送力は高いが、吹きさらしのため強風によってコースが閉鎖されることもある。
オフシーズンは高原公園として営業しており、ロープウェイは比良山系への登山者の利用も多い。1999年（平成11年）からオフシーズンのゲレンデの一部を観賞用のスイセン畑としている。オフシーズンの利用者を高めるために、2011年（平成23年）から屋外アトラクション「ジップラインアドベンチャー」を導入。また、2016年（平成28年）7月22日に展望施設「びわ湖テラス」を開業した。2018年（平成30年）には有料の特別席とカフェを設けた「North Terrace」（ノーステラス）も開業。この「びわ湖テラス」開業により、来場者数は2015年（平成27年）の約37万人から2017年（平成29年）には約60万人に増加した。

## 歴史
前田久吉に代わって産業経済新聞社の経営を引き受けることになった水野成夫は、読売新聞社主の正力松太郎から「新聞経営の秘訣はプロ野球とレジャーランドを持つことだ」と教えられ、1962年（昭和37年）に国鉄スワローズと業務提携を始め、相前後して琵琶湖西岸の比良山にスキー場の整備を計画し、1965年（昭和40年）にサンケイバレイを開設した。開業時には、世界で唯一とうたわれた全長約2kmのカーレーターが約20分で山麓と山頂を結んでいた。なお、同年には業務提携していた国鉄スワローズを買収してサンケイアトムズ（現：東京ヤクルトスワローズ）としている。
当初、水野は新聞とは切り離して自力で資金を調達するつもりだったが、結局は産経新聞の借入金が投入され、雪だるま式に膨れ上がっていった。1968年（昭和43年）4月、水野は脳溢血で倒れ病身となり、フジサンケイグループの後を引き継いだ鹿内信隆によって資産整理の対象となり、名古屋鉄道が引き取る形で買収。翌年には、名称も現在のびわ湖バレイに改称され、名鉄グループのスキー場となった。1975年（昭和50年）10月にはカーレーターが廃止され、替わってゴンドラリフトが導入され、所要時間は約8分に短縮された。
2006年（平成18年）12月18日、名古屋鉄道は取締役会において運営会社・びわ湖バレイが長期に渡り債務超過の状態にあり、収支改善が困難であると判断し、スキー場輸送機器大手の「日本ケーブル」の子会社「NCリゾーツ」への譲渡を決定した（のちにNCリゾートマネージメントに社名変更）。2015年（平成27年）11月には、NCリゾートマネージメントから分社し、施設名と同じ「びわ湖バレイ株式会社」が施設を運営している。
2008年（平成20年）1月26日に老朽化したゴンドラリフトを121人乗りの大型ロープウェイに切り替える予定であったが、諸般の事情により延期となり2月9日から営業を開始した。この現行ロープウェイは日本最速の秒速12m（時速43.2km）の運行が可能で、所要時間は約4分半にまで短縮された。ただし、展望観覧のため速度を落として運行する場合があり、この場合、秒速7m（時速25.2km）での運行となる。

## コース

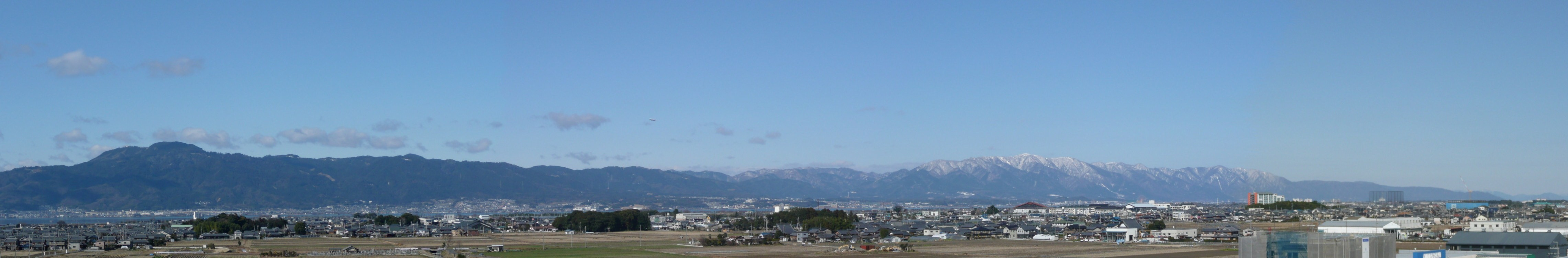
びわ湖バレイ（中央右寄り）

| コース名                 | 滑走距離 | 最大斜度 | 平均斜面 | レベル       |
| ------------------------ | -------- | -------- | -------- | ------------ |
| 打見ゲレンデ             | 400m     | 12度     | 6度      | 初級         |
| パノラマホーライゲレンデ | 600m     | 20度     | 10度     | 初中級       |
| ジャイアントコース       | 800m     | 25度     | 12度     | 上級         |
| ロマンスコース           | 400m     | 22度     | 11度     | 中級         |
| アルペンコース           | 1000m    | 15度     | 9度      | 初級         |
| ダイナミックコース       | 1000m    | 22度     | 11度     | 中級         |
| チャンピオンコース       | 2000m    | 28度     | 12度     | 中上級       |
| ホーライ北ゲレンデ       | 600m     | 30度     | 17度     | 上級         |
| スノーランド             | -m       | -度      | -度      | キッズエリア |